# Artykuły Organiczne
Artykuły Organiczne (fr. Les Articles Organiques) – zbiór praw wprowadzonych przez Napoleona Bonapartego, odnoszących się do katolicyzmu i protestantyzmu.

## Historia
W okresie rewolucji francuskiej, w wyniku której Napoleon doszedł do władzy, doszło do obalenia rządów dynastii Burbonów i ustanowienia Republiki. W tym czasie stosunki duchowieństwa i władzy zmieniały się – początkowo księża uczestniczyli w obradach Konstytuanty, jednak wprowadzenie konstytucji cywilnej kleru znacznie pogorszyło relacje z Kościołem. Pod koniec lat 90. XVIII wieku Pierwszy Konsul doszedł jednak do wniosku, że katolicyzm stanowi dominującą religię w społeczeństwie francuskim, więc rozpoczął starania o podpisanie konkordatu. Udało się to osiągnąć w lipcu 1801. W jego konsekwencji liczba biskupstw została ograniczona do 60, a arcybiskupstw do 10, wszyscy dotychczasowi biskupi zostali odwołani i Napoleon miał prawo nominować nowych, którzy musieli złożyć przysięgę wierności. Konkordat wprawdzie przyniósł papiestwu pewne korzyści, jednak Napoleon dodał do niego Artykuły Organiczne, ogłoszone 6 kwietnia 1802. Osłabiły one pozycję Piusa VII, czemu dał wyraz 24 maja, oznajmiając że zostały one dodane do konkordatu bez jego wiedzy.

## Treść
Artykuły Organiczne zawierały 77 artykułów odnoszących się do katolicyzmu i 44 odnoszące się do protestantyzmu. Wobec katolicyzmu, który był wówczas religią dominującą ustanowiono cztery główne założenia:
- Pierwsze z nich odnosiło się do relacji Kościoła rzymskokatolickiego z Francją w obliczu nowej konstytucji. Na mocy tego prawa, wszelkie dokumenty papieskie, dekrety soborów, synodów musiały być zatwierdzone przez rząd[1].
- Zasady i regulaminy w seminariach duchownych musiały być zatwierdzone przez państwo. Ponadto w seminariach nakazywano nauczać o Deklaracji z 1682 (artykuły gallikańskie), a liczba wyświęconych miała być corocznie ustalana przez rząd[1].
- W miastach, w których jest więcej niż jedno wyznanie, zabraniano organizowania procesji. Oprócz tego wszyscy księża powinni nosić jednolity czarny ornat i w całym kraju powinien obowiązywać jeden katechizm[1].
- Ostatnim założeniem było uregulowanie wynagrodzeń osób duchownych i ustalania granic parafii i diecezji[1].

Po ogłoszeniu Artykułów, Pius VII miał nadzieję jeszcze na ich odwołanie, kiedy udał się do Paryża, na koronację cesarską Napoleona. Cesarz jednak odmówił i postawił papieżowi kolejne zaporowe warunki. Artykuły Organiczne zostały unieważnione wraz z konkordatem dopiero w 1905, dzięki wprowadzeniu we Francji ustawy rozdzielającej Kościół od państwa.